# Inverness
 Denne artikel omhandler byen i Skotland. Opslagsordet har også en anden betydning, se Inverness (flertydig).
Inverness er den største by i det skotske højland i det nordvestlige Skotland. Byen er administrativt centrum i regionen Highland.
Fra 2001 til 2012 voksede befolkningstallet fra 40.969 til 46.969 ifølge World Population Review, og det er dermed blandt Skotlands største byer. Greater Inverness-området inklusive Culloden og Westhill havde et befolkningstal på 56.969 i 2012. I 2016 var befolkningstallet 63.320. Inverness er en af de hurtigst voksende byer i Europa, og en fjerdedel af Highlands befolkning bor i eller omkring byen.
Inverness bliver rangeret nummer fem ud af 189 britiske byer listet efter livskvalitet, hvilket var den højeste placering for nogen by i Skotland.
Inverness er venskabsby med Augsburg i Tyskland og de to franske byer La Baule og Saint-Valery-en-Caux.
Blandt byens attraktioner er Inverness Castle, Inverness Cathedral, Inverness Town House og Inverness Museum and Art Gallery. Nordøst for byen ligger Fort George, der også er åben for besøgende.

## Personer fra Inverness
- Charles Kennedy, politiker († 2015)
- Ali Smith (1962-), forfatter
- Yvette Cooper, politiker